# تنگه اژدها
تنگه اژدها فیلمی به کارگردانی سیامک یاسمی و نویسندگی سیامک یاسمی و ابراهیم زمانی آشتیانی محصول سال ۱۳۴۷ است.

## خلاصه داستان
مردی با خیانت به عمویش و از هم پاشیدن خانواده‌اش، صاحب نفوذ و مکنت می‌شود.

## بازیگران
- بهروز وثوقی
- فروزان
- تقی ظهوری
- همایون بهادران
- شیده
- حسن شاهین
- آذر
- توران مهرزاد
- یوسف رجبی
- شاهین خو